# Bolbitis repanda
Bolbitis repanda är en träjonväxtart som först beskrevs av Bl., och fick sitt nu gällande namn av Heinrich Wilhelm Schott. Bolbitis repanda ingår i släktet Bolbitis och familjen Dryopteridaceae. Inga underarter finns listade.